# 藤堂高久
藤堂 高久（とうどう たかひさ）は、伊勢津藩の第3代藩主。藤堂家宗家3代。藤堂高虎の孫。

## 生涯
1644年（寛永21/正保元年）に将軍徳川家光に御目見する。1654年（承応3年）に従四位下・和泉守に叙される。その間、津城下の大火に会うが、父の高次を助けて復興に努めた。1669年（寛文9年）に家督を継ぐ。財政は逼迫していたため藩政改革を行い綱紀粛正に努める一方で、新田開発水利事業を行なった。そのため領民の評判は良く、『土芥寇讎記』では「領民は（高久を）仏のように思い」慕っていた、他の有象無象の愚昧な藩主たちと比較すると「雲泥万里の差がある」と書かれている。一方、1669年（寛文9年）に白土山の陶土採掘を禁止したため、陶工が大量に信楽に流出、伊賀焼衰退の原因を作ったのも高久である。
大老・酒井忠清の娘を正室としていたため、1681年（天和元年）に忠清が急死した際には、その死因を疑った徳川綱吉の派遣した目付に遺族代表として折衝し、後にその遺児の女子を養女にした。当時は大名家の取りつぶしが多く、忠清の娘、亀姫との結婚にも見られるように保身のため幕閣に接近、綱吉の学問講義や柳沢吉保邸下向に陪席するなどした。特に吉保への接近ぶりは池田綱政、細川綱利、松平頼常などとともに「柳沢家の玄関番」とあだ名されるほどのこびへつらいようであったという。そのため吉保に足元を見られたのか、後に津藩は吉保の次男を養子に押しつけられそうになる（家臣が切腹して抗議したため、回避されることとなった）。
前述の『土芥寇讎記』に拠れば、「当代の名将であり、良将と言ってもまだ足りない。他将の鑑と言っていい」とされている。また同書中では、男色にも女色にも溺れることはなかった、ともされている。
元禄16年4月29日（1703年6月13日）に江戸で死去した。藤堂家代々の墓所は津市の寒松院にあるが、高久は遺言により上野盆地西部の長田山に埋葬された(藤堂高久公廟として三重県指定史跡になっている)。

男子に恵まれなかったため、家督は末弟の高睦が継いだ。

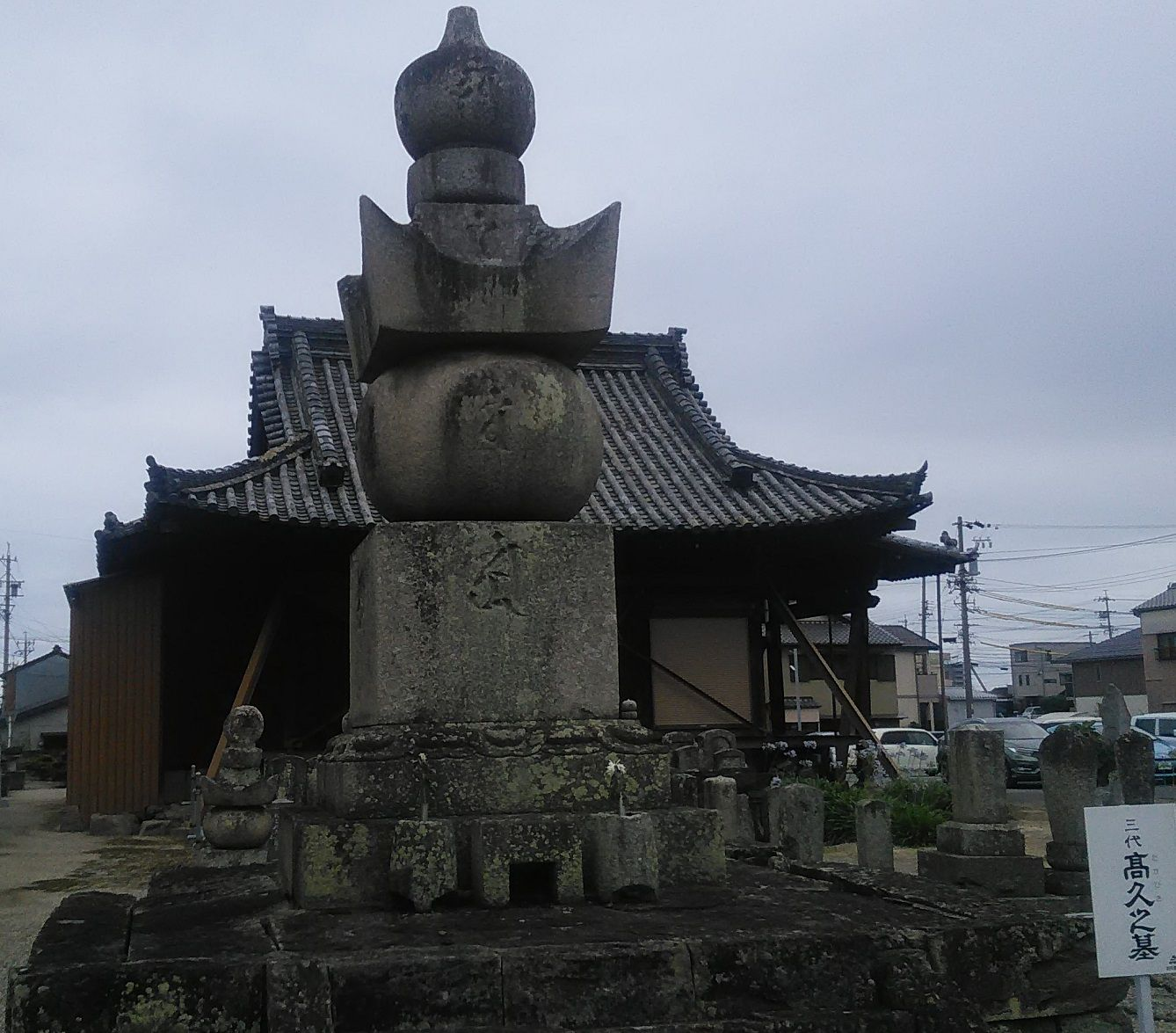
藤堂高久の墓(津市寒松院)
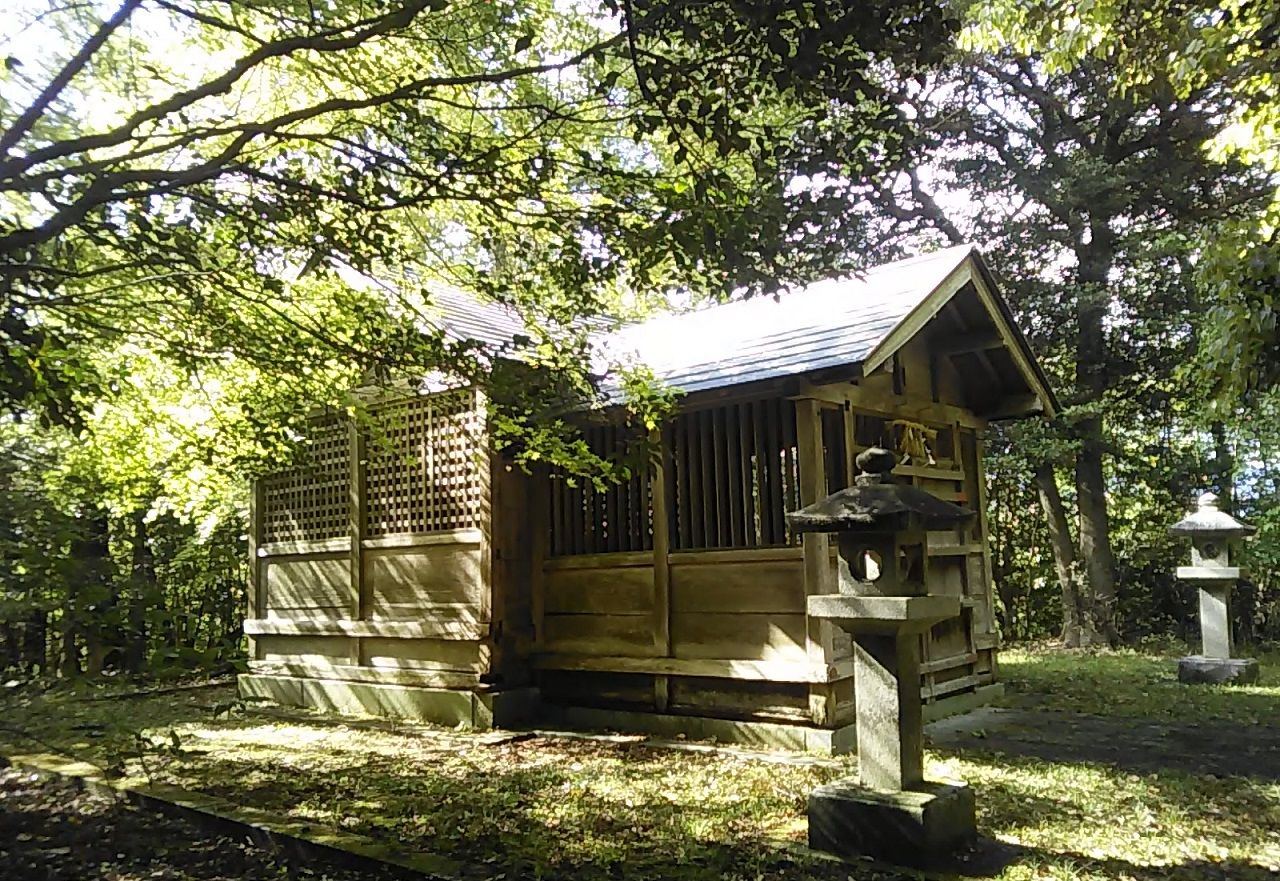
藤堂高久公廟(伊賀市長田・三重県指定史跡)

## 系譜
- 父：藤堂高次
- 母：多羅尾氏
- 養父：藤堂高睦
- 正室：亀姫 - 酒井忠清の娘
  - 養子：藤堂高睦 - 実弟